# Osiedle Zimny pod Stożkiem
Osiedle Zimny (cz. Zimný-osada) pod Stożkiem – teren pod Stożkiem Wielkim, należący do gminy Nawsie w Republice Czeskiej.

## Opis
Osiedle Zimny znajduje się pod górą Stożek Wielki. Dzieli się na kilka części, które zostały nazwane przez miejscowych obywatel: największe są Halamowice, Zopoli, Zimowice albo Gojniula. Początki osiedla datuje się na przełom XVIII i XIX wieku. W 1927 roku na terenie powstała szkoła. Średnia dzieci w rodzinach wynosiła między 7 a 12, z powodu niezamożności mieszkańców źródła notują informacje o wspólnym spaniu 3-4 dzieci w jednym łóżku. Mieszkańcami osady byli zarówno ewangelicy, jak i katolicy.

## Oświata

### Pierwsza szkoła pod Stożkiem

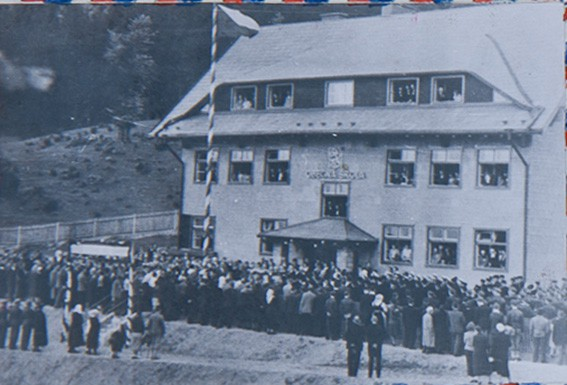
Uroczyste otwarcie szkoły podstawowej pod Stożkiem 17 maja 1936 roku

Ze względu na rozległość miejscowości, dzieci z Osiedla Zimny miały problem z docieraniem do szkoły. W 1927 roku otwarto filię głównej szkoły z Nawsia, do której uczęszczało dziewiętnaścioro dzieci. Naukę rozpoczęto w chałupie mieszkańca o nazwisku Skupień. Na poddaszu urządzono klasę i gabinet oraz sypialnię dla nauczyciela, którym był wówczas Vojtěch Sklenák. 1 lutego 1929 roku szkoła usamodzielniła się i w ten sposób powstała czeska szkoła podstawowa w Nawsiu po Stożkiem.

### Nowa szkoła pod Stożkiem
W 1934 roku rozpoczęto budowę nowej szkoły. Uroczyste otwarcie odbyło się 17 maja 1936 roku, a kierownikiem został Jindřich Škoda. W nowej szkole uczono również po polsku i niemiecku, do czasu kiedy została zamknięta w 1941 r. i pozostała nieczynna do końca II wojny światowej. Po wojnie szkołę przywrócono i działała aż do 1961 roku, kiedy została zamknięta definitywnie, a budynek służył jako ośrodek rekreacyjny kopalni Julius Fučík oraz na potrzeby obozu pionierów. W latach 80. XX wieku budynek zburzono, stawiając na jego miejscu gmach murowany. Budynek przez kilka lat służył jako hotel, a współcześnie jest opuszczony i niszczeje.